# Konditionieren (Schleifen)

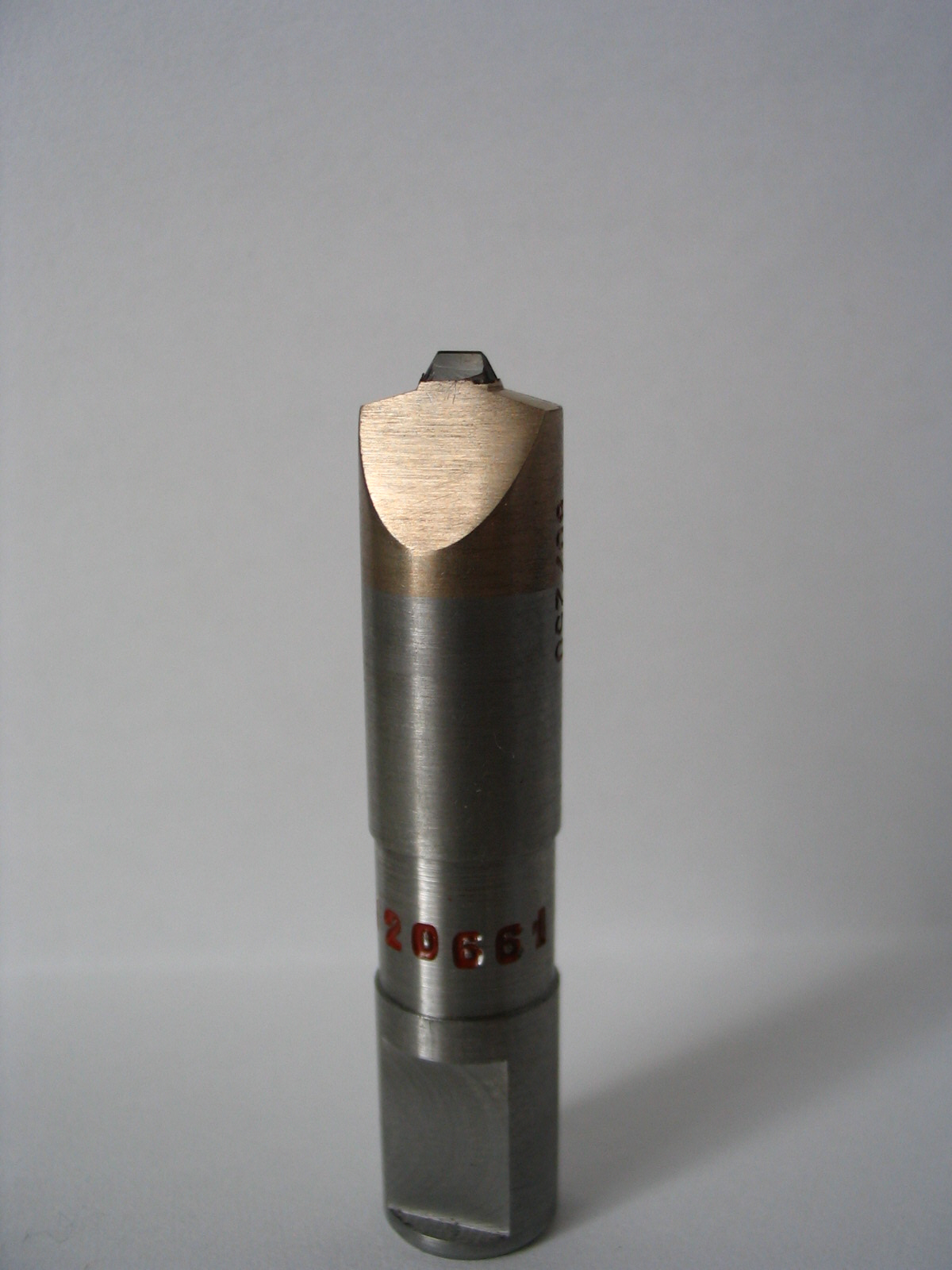
Industriediamant zum Abrichten von Schleifscheiben

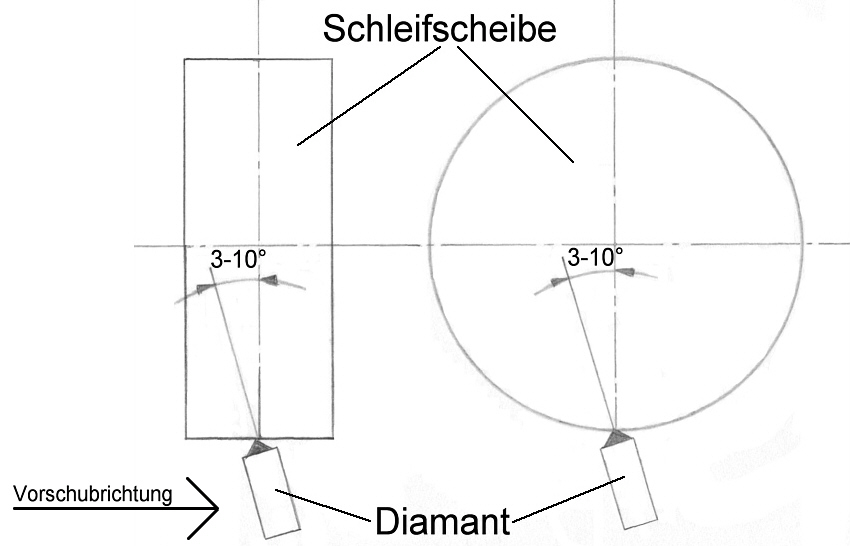
Skizze: Abrichten mit Einkorndiamant

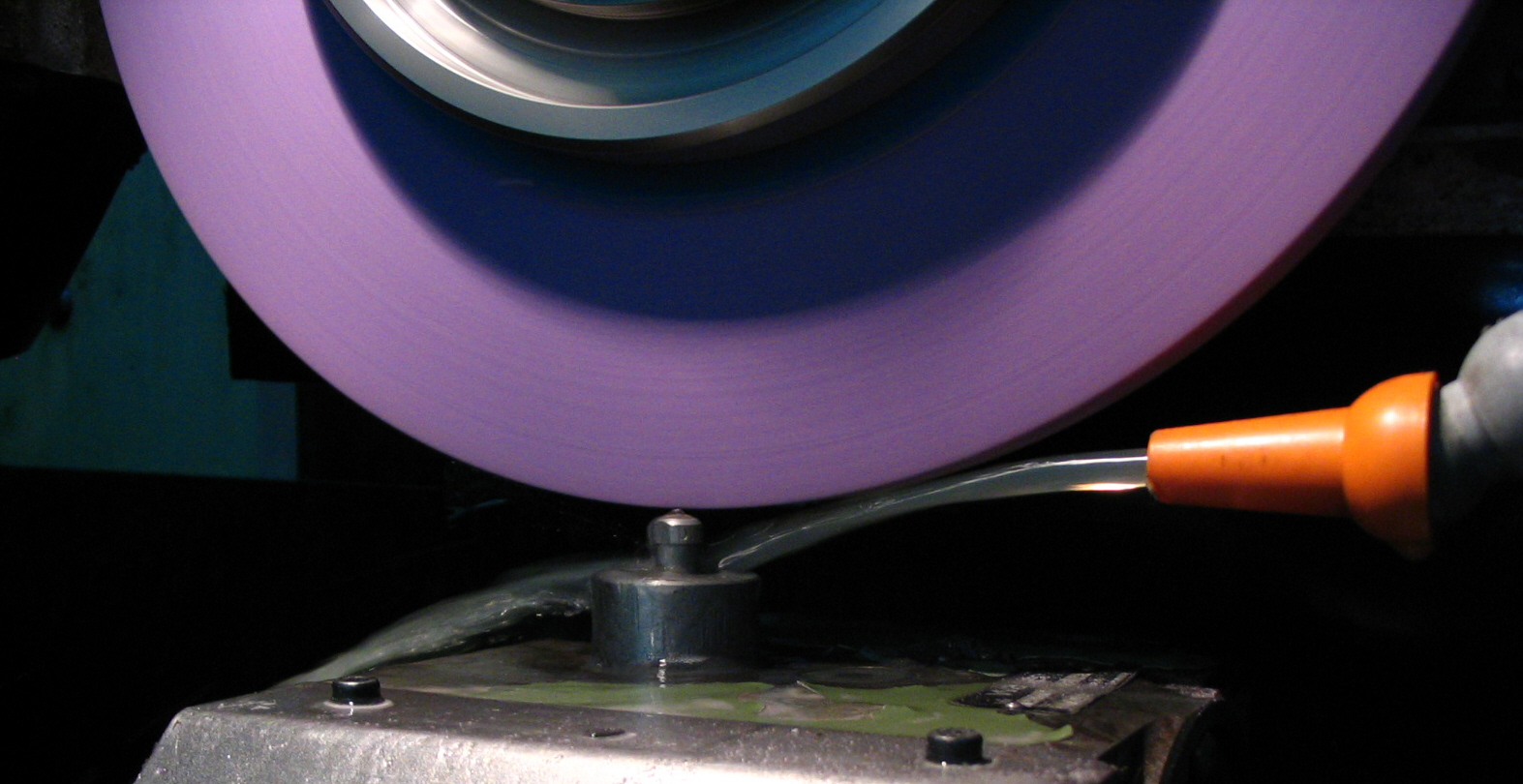
Automatisches Abrichten einer Schleifscheibe

Konditionieren beschreibt das Aufbereiten von Schleifscheiben vor der ersten Bearbeitung oder nachdem sie durch Verschleiß unbrauchbar wurden. Das Konditionieren wird unterteilt in das Abrichten und das Reinigen. Das Abrichten selbst wird eingeteilt in das Profilieren und das Schärfen. Beim Profilieren erhält die Schleifscheibe eine definierte Form und beim Schärfen werden einzelne Körner der Scheibe gebrochen und diese dadurch geschärft. Das Profilieren betrifft also die Form der gesamten Schleifscheibe, während sich das Schärfen auf die Mikrostruktur der einzelnen Körner bezieht.

## Zweck des Abrichtens
Mit dem Abrichten wird ein genauer Rundlauf und eine korrekte geometrische Form der Schleifscheibe erreicht. Zudem dient das Abrichten dazu, eine Schleifscheibe zu profilieren bzw. zu kalibrieren. Es hat auch den Zweck, Verunreinigungen und die stumpf gewordene Körnerschicht aus dem Schleifkörper herauszubrechen und somit scharfe Körner freizulegen. Dadurch wird die Wärmeentwicklung beim Schleifvorgang reduziert.
Es ist grundsätzlich zwischen dem Formen, Schärfen und Reinigen einer Schleifscheibe zu unterscheiden. Da Schleifscheiben aus konventionellen Schleifmitteln wie Korund oder Siliciumcarbid beim Formen gleichzeitig geschärft werden, spricht man hier allgemein immer vom Abrichten. Anders verhält es sich bei Schleifscheiben aus Bornitrid und Diamant in Kunstharz- oder Metallbindung. Hier muss nach dem Formen das Bindemittel um die Schleifkörner entfernt werden.

## Werkzeuge
Als Abrichtwerkzeuge werden beispielsweise Einkorndiamanten, Mehrkorndiamanten oder mit Diamanten besetzte Abrichtrollen (Formrolle) verwendet. Das Abrichten muss unter steter Kühlung mit Kühlschmiermittel erfolgen, da Diamanten sehr wärmeempfindlich sind. Die Werkzeuge sind im günstigsten Fall auf dem Maschinentisch angeordnet, da hier die höchste Genauigkeit erzielt wird und weitere Achsen zur Steuerung des Werkzeugs entfallen. Weiterhin kommen in der Massenfertigung Diamant-Profilrollen zum Einsatz. Die hohen Kosten dieser Werkzeuge amortisieren sich nur bei den dort anfallenden Stückzahlen. Als Sonderwerkzeug ist noch die Stahl-Crushierrolle erwähnenswert, mit der Profile ohne Relativgeschwindigkeit in die Schleifscheiben eingerollt werden.

## Abrichtvorgang
Einkorndiamanten werden beim Abrichten an der Schleifscheibe entlanggeführt und brechen dadurch die oberste Körnerschicht aus der Schleifscheibe heraus. Der Diamant wird dabei recht kurz gespannt und um 3° bis 10° zur Zustell- und Vorschubrichtung geneigt.
Der Zustellbetrag beträgt in der Regel zwischen 0,01 und 0,04 mm. Wenn die Diamantspitze mit der Zeit abflacht, wird der Einkorndiamant im Diamanthalter um 90° gedreht, um die Standzeit des Diamanten zu verlängern. Der Abrichtvorgang erfolgt in der Regel in bestimmten Intervallen, während sich die Schleifscheibe nicht in Eingriff befindet. Jedoch sind auch neuere Verfahren am Markt etabliert, bei denen die Schleifscheibe während des Schleifprozesses in bestimmten Intervallen (In Process Dressing) oder auch kontinuierlich (Continuous Dressing) abgerichtet wird.